# Nannophya
Nannophya (лат.) — род стрекоз из семейства настоящих стрекоз (Libellulidae).

## Распространение
Австралия, Азия

## Описание
Мелкие и ярко окрашенные стрекозы.
Род включает одних из самых мелких в мире видов стрекоз: у Nannophya pygmaea длина тела 15 мм, размах крыльев 20 мм.
Большинство видов рода Nannophya включены в Международную Красную книгу МСОП.
- Nannophya australis Brauer, 1865 — Австралия[8]
- Nannophya dalei (Tillyard, 1908) — Австралия[9]
- Nannophya katrainensis Singh, 1955[10][11]
- Nannophya occidentalis (Tillyard, 1908) — Австралия[12]
- Nannophya paulsoni Theischinger, 2003 — Австралия[13][14]
- Nannophya pygmaea Rambur, 1842[7]